# Lincoln megye (Missouri)
Lincoln megye az Amerikai Egyesült Államokban, azon belül Missouri államban található. Megyeszékhelye és legnagyobb városa Troy. Lakosainak száma 59 574 fő (2020. április 1.). Lincoln megye Pike, Montgomery, Warren, St. Charles és Calhoun megyékkel határos.

## Népesség
A megye népességének változása:
| Lakosok száma | 52 707 | 53 099 | 53 345 | 53 860 | 54 696 | 59 574 |
|               | 2010   | 2011   | 2012   | 2013   | 2015   | 2020   |